# Steve Wright
Pour les articles homonymes, voir Wright.
(en) Statistiques sur pro-football-reference
Stephen Thomas Wright (né le 17 juillet 1942 à Louisville et mort le 1er juin 2025 à Augusta) est un joueur américain de football américain.

## Carrière
Steve Wright étudie à la duPont Manual High School de Louisville et remporte, avec l'équipe de football américain du lycée, le titre de champion du Kentucky au niveau AAA.

### Université
Étudiant à l'université du Kentucky, le natif de Louisville fait ses études de 1960 à 1963 dans sa faculté et est entraîné par Bear Bryant,. Au sein de l'équipe de football, il est remplaçant en ligne défensive mais également offensive et cultive des rapports compliqués avec son entraîneur. Il attire la convoitise du milieu professionnel avant le Sugar Bowl, étant sélectionné par les Jets de New York au huitième tour de la draft de l'AFL 1964 et par les Packers de Green Bay au cinquième tour de celui de la NFL au 69e choix.
Si New York promet une belle somme d'argent à Wright, le joueur désire rencontrer Red Cochran, l'un des entraîneurs de Green Bay, mais Bear Bryant refuse. Wright rencontre alors Cochran sur le parking d'un hôtel et demande à signer avec Green Bay après le Sugar Bowl.

### Professionnel
Drafté comme defensive end, Wright se retrouve en difficulté dans cette position. L'entraîneur Vince Lombardi mute le nouveau venu en offensive tackle et déplace Lloyd Voss vers le poste défensif. Sur la période 1964-1965, il profite de l'absence de Jerry Kramer pour se faire une place de titulaire dans la ligne offensive avant de retomber comme remplaçant, n'arrivant pas à se hisser au niveau d'exigence attendu par Lombardi. Wright se perfectionne alors dans l'escouade spéciale et remporte les deux premiers Super Bowl avec les Packers.
En avril 1968, il est échangé, aux Giants de New York avec Tommy Crutcher, contre Francis Peay. Après une première saison comme titulaire, Wright est envoyé sur le banc et son image est utilisée pour les contours du Walter Payton Man of the Year Award, nouveau trophée de la NFL. Récupéré par les Redskins de Washington après sa libération des Giants, le tackle retrouve le terrain avec quatorze matchs mais seulement un seul comme titulaire et est envoyé chez les Bears de Chicago en compagnie de Danny Pierce contre Mike Hull. Il effectue sa dernière saison en NFL comme titulaire avant de faire une ultime saison, comme remplaçant, avec les Cardinals de Saint-Louis après avoir été échangé avec John Hoffman contre un troisième tour de la draft 1973.
Enfin, Wright conclut sa carrière professionnelle, en World Football League, avec des passages très rapides chez le Fire de Chicago et les Winds de Chicago.

## Mort
Steve Wright meurt à Augusta en Géorgie le 1er juin 2025 à l'âge de 82 ans.